# Голос. Діти (другий сезон)
Другий сезон шоу «Голос. Діти» — українське вокальне талант-шоу виробництва «1+1 Продакшн». Виходив на каналі «1+1» щонеділі о 21:00 від 1 лютого 2015 до 1 березня 2015.
З колишнього складу тренерів залишилась тільки Тіна Кароль, а до неї приєднались Потап, Наталія Могилевська.

## Наосліп
| Випуск  | Тренери та їхні учасники                                                                    | Тренери та їхні учасники                                                               | Тренери та їхні учасники                                                                               | Тренери та їхні учасники |
| Випуск  | Тіна Кароль                                                                                 | Потап                                                                                  | Наталія Могилевська                                                                                    |                          |
| ------- | ------------------------------------------------------------------------------------------- | -------------------------------------------------------------------------------------- | --- | ------------------------ |
| 01      | Руслан Асланов Катерина Кравченко Аліна Костюк Арсеній Данилюк Уляна Баранюк Роман Сасанчин | Роман Парфенюк Анастасія Лисуха і Анастасія Завадська (АН-2)                           | Анна Комякова Уляна Ісаченко Дарина Галицька Богдан Темченко                                           |                          |
| 02      | Микита Трондін Аліє Бекирова Олександр Чишій Марк Коваленко Вікторія Балашова               | Полліанна Рижак Анастасія Радченко Василь Демчук Анастасія Багінська Катерина Манузіна | Карина Казарян Анна Трінчер                                                                            |                          |
| 03      | Віктор Папп                                                                                 | Діана Піхун Олександра Сіркашева Анастасія Микитюк Іван Лісовий Анна Музафарова        | Віолетта Литвиненко Дар'я Сорокіна Єлизавета Савіна Катерина Качанівська Михайло Цар Софія Волашаненко |                          |
| Загалом | 12                                                                                          | 12                                                                                     | 12 |                          |

## Вокальні бої
| Випуск | №  | Учасники                                      | Учасники                                      | Учасники           | Учасники           | Учасники             | Учасники             | Пісня                                       | Тренер  |
| ------ | -- | --------------------------------------------- | --------------------------------------------- | ------------------ | ------------------ | -------------------- | -------------------- | ------------------------------------------- | ------- |
| 04     | 1  | Арсеній Данилюк                               | Арсеній Данилюк                               | Віктор Папп        | Віктор Папп        | Роман Сасанчин       | Роман Сасанчин       | Україна (Тарас Петриненко)                  | Тіна    |
| 04     | 2  | Анастасія Лисуха і Анастасія Завадська (АН-2) | Анастасія Лисуха і Анастасія Завадська (АН-2) | Анна Музафарова    | Анна Музафарова    | Катерина Манузіна    | Катерина Манузіна    | Wrecking Ball (Майлі Сайрус)                | Потап   |
| 04     | 3  | Анна Комякова                                 | Анна Комякова                                 | Дар'я Сорокіна     | Дар'я Сорокіна     | Уляна Ісаченко       | Уляна Ісаченко       | Водограй (Володимир Івасюк)                 | Наталія |
| 04     | 4  | Аліє Бекирова                                 | Аліє Бекирова                                 | Аліна Костюк       | Аліна Костюк       | Марк Коваленко       | Марк Коваленко       | Квітка-душа (Ніна Матвієнко)                | Тіна    |
| 04     | 5  | Діана Піхун                                   | Діана Піхун                                   | Іван Лісовий       | Іван Лісовий       | Олександра Сіркашева | Олександра Сіркашева | Sous Le Ciel de Paris (Едіт Піаф)           | Потап   |
| 04     | 6  | Віолетта Литвиненко                           | Віолетта Литвиненко                           | Єлизавета Савіна   | Єлизавета Савіна   | Катерина Качанівська | Катерина Качанівська | Вільний птах (Наталія Могилевська)          | Наталія |
| 04     | 7  | Вікторія Балашова                             | Вікторія Балашова                             | Катерина Кравченко | Катерина Кравченко | Микита Трондін       | Микита Трондін       | Намалюй мені ніч (Софія Ротару)             | Тіна    |
| 04     | 8  | Анастасія Микитюк                             | Анастасія Микитюк                             | Василь Демчук      | Василь Демчук      | Полліанна Рижак      | Полліанна Рижак      | Де ти тепер (Квітка Цісик)                  | Потап   |
| 04     | 9  | Богдан Темченко                               | Богдан Темченко                               | Дарина Галицька    | Дарина Галицька    | Карина Казарян       | Карина Казарян       | The House of the Rising Sun («The Animals») | Наталія |
| 05     | 10 | Анастасія Багінська                           | Анастасія Багінська                           | Анастасія Радченко | Анастасія Радченко | Роман Парфенюк       | Роман Парфенюк       | Три поради (Юрій Гуляєв)                    | Потап   |
| 05     | 11 | Руслан Асланов                                | Руслан Асланов                                | Олександр Чишій    | Олександр Чишій    | Уляна Баранюк        | Уляна Баранюк        | Країна мрій («Воплі Відоплясова»)           | Тіна    |
| 05     | 12 | Анна Трінчер                                  | Анна Трінчер                                  | Михайло Цар        | Михайло Цар        | Софія Волашаненко    | Софія Волашаненко    | The Show Must Go On («Queen»)               | Наталія |

## Пісня за життя
| Випуск | №                    | Учасники                           | Пісня       | Тренер |
| ------ | -------------------- | ---------------------------------- | ----------- | ------ |
| 5      |                      |                                    |             |        |
| 1      | Марк Коваленко       | Крылатые качели                    | Тіна Кароль |        |
| 2      | Руслан Асланов       | Mamma Knows Best                   | Тіна Кароль |        |
| 3      | Роман Сасанчин       | Пісня про рушник                   | Тіна Кароль |        |
| 4      | Микита Трондін       | Rise Like a Phoenix                | Тіна Кароль |        |
| 5      | Катерина Манузіна    | Гармонь моя, гармоночики           | Потап       |        |
| 6      | Іван Лісовий         | Une vie d'amour                    | Потап       |        |
| 7      | Анастасія Багінська  | Мало                               | Потап       |        |
| 8      | Полліанна Рижак      | And I Am Telling You I'm Not Going | Потап       |        |
| 9      | Анна Комякова        | Smile                              | Наталія     |        |
| 10     | Катерина Качанівська | Ніжно                              | Наталія     |        |
| 11     | Михайло Цар          | Adagio                             | Наталія     |        |
| 12     | Богдан Темченко      | Smells Like Teen Spirit            | Наталія     |        |

## Фінал

### Фінал: перший етап
| Випуск | №                                                                    | Учасники                                                             | Пісня                                                                | Тренер |
| ------ | -------------------------------------------------------------------- | -------------------------------------------------------------------- | -------------------------------------------------------------------- | ------ |
| 06     |                                                                      |                                                                      |                                                                      |        |
| 1      | Михайло Цар                                                          | Весна («Воплі Відоплясова»)                                          | Наталія                                                              |        |
| 2      | Богдан Темченко                                                      | Восьмий колір («Мотор'ролла»)                                        | Наталія                                                              |        |
| 3      | Наталія Могилевська, Михайло та Богдан «Summertime», «Ой ходить сон» | Наталія Могилевська, Михайло та Богдан «Summertime», «Ой ходить сон» | Наталія Могилевська, Михайло та Богдан «Summertime», «Ой ходить сон» |        |
| 4      | Анастасія Багінська                                                  | Усміхнися мені (Назарій Яремчук)                                     | Потап                                                                |        |
| 5      | Іван Лісовий                                                         | Баллада о матери (Євген Мартинов)                                    | Потап                                                                |        |
| 6      | Потап, Олексій та Іван «Чумачечая весна»                             | Потап, Олексій та Іван «Чумачечая весна»                             | Потап, Олексій та Іван «Чумачечая весна»                             |        |
| 7      | Руслан Асланов                                                       | Bohemian Rhapsody («Queen»)                                          | Тіна                                                                 |        |
| 8      | Роман Сасанчин                                                       | Одна калина (Софія Ротару)                                           | Тіна                                                                 |        |
| 9      | Тіна Кароль, Роман та Руслан «Україна — це ти»                       | Тіна Кароль, Роман та Руслан «Україна — це ти»                       | Тіна Кароль, Роман та Руслан «Україна — це ти»                       |        |

### Фінал: другий етап
| Випуск | №                   | Учасники                    | Пісня   | Тренер |
| ------ | ------------------- | --------------------------- | ------- | ------ |
| 06     |                     |                             |         |        |
| 1      | Михайло Цар         | Два кольори (Дмитро Гнатюк) | Наталія |        |
| 2      | Анастасія Багінська | Мир без войны (Дети земли)  | Потап   |        |
| 3      | Роман Сасанчин      | Дивлюсь я на небо           | Тіна    |        |